# Хомушку, Ольга Матпаевна
О́льга Матпа́евна Хомушку́ (тув. Ольга Матпаа кызы Хомушку; род. 10 апреля 1961, Реутов, Московская область, СССР) — российский религиовед,  философ и государственный деятель.  
Доктор философских наук, доцент. Заслуженный деятель науки Республики Тыва (2011). Ректор Тувинского государственного университета (с 2014).. Заслуженный деятель науки Российской Федерации (2025).
Заместитель министра кадровой политики, науки и учебных заведений Республики Тыва (2003—2007), депутат Городского хурала представителей г. Кызыла (с 2013). Государственный советник Республики Тыва 2 класса (2003)

## Биография
Родилась 10 апреля 1961 году в Реутове Московской области  (иногда местом рождения ошибочно указывается Кызыл) в семье математиков — Зои Васильевны и Матпа Сумбуевича Хомушку. Отец окончил аспирантуру МОПИ и был министром культуры Тувинской АССР. Мать преподавала математику в школе № 2 г. Кызыла, а также Кызылском педагогическом институте и Кызылском политехническом техникуме.
С золотой медалью окончила среднюю школу № 1 имени М. А. Бухтуева г. Кызыла.
В 1983 году окончила философский факультет МГУ имени М. В. Ломоносова и 1988 году там же поступила в аспирантуру.
В 1983—1988 годы — младший научный сотрудник Тувинского научно-исследовательского института языка, литературы и истории.
В 1992 году в МГУ имени М. В. Ломоносова защитила диссертацию на соискание учёной степени кандидата философских наук по теме «Эволюция и современное состояние религиозности в Туве» (Специальность 09.00.06 — научный атеизм, религия).
В 1992—2002 годы — доцент кафедры философии Кызылского государственного педагогического института/Тывинского государственного университета. В настоящее время является профессором кафедры философии Кызылского педагогического института Тувинского государственного университета, а также руководит действующим при кафедре философским клубом.
С 2002 года — член Экспертного совета по проведению государственной религиоведческой экспертизы при Управлении Министерства юстиции Российской Федерации по Республике Тыва.
С января 2003 по 2007 год — заместитель министра кадровой политики, науки и учебных заведения Республики Тыва, а затем первым заместителем министра.
В 2006 году в РАГС при Президенте РФ защитила диссертацию на соискание учёной степени доктора философских наук по теме «Религиозный синкретизм народов Саяно-Алтая» (Специальность 09.00.13 — религиоведение, философская антропология, философия культуры); научный консультант — доктор исторических наук, профессор Е. С. Сафронова; официальные оппоненты — доктор философских наук, профессор В. С. Глаголев доктор философских наук, профессор З. А. Тажуризина, доктор исторических наук, старший научный сотрудник В. И. Корнев; ведущая организация — Тывинский государственный университет .
В 2007—2014 годы — проректор по научной работе и международным связям Тувинского государственного университета.
С января 2014 года — ректор Тувинского государственного университета.
Заместитель председателя объединённого диссертационного совета Д 999.029.02 Сибирского федерального университета и Тувинского государственного университета.
Председатель редакционного совета научного журнала «Вестник Тувинского государственного университета».
Член редакционной коллегии электронного научного журнала «Новые исследования Тувы».
Член редакционного совета научно-практического рецензируемого журнала «Труды Академии технической эстетики и дизайна».
Член Регионального Политического совета Тувинского Регионального отделения Всероссийской политической партии «Единая Россия», член фракции «Единая Россия».
Автор более 60 научных трудов по религиоведению, философии религии, культурологи, этносоциологии.

## Семья
Старшая сестра — Галина, кандидат химических наук, занимается научной работой в городе Обнинске.
Муж — Виктор Иванович Большаков, сотрудник Управления Пенсионного фонда России по Республике Тыва.
Дочь — Анастасия, окончила школу с золотой медалью, выпускница МГУ имени М. В. Ломоносова, замужем, живёт с мужем в Улан-Удэ.
Сын — Алексей, учащийся средней школы.

## Отзывы
В 2005 году религиоведы и социологи религии С. Б. Филатов и Р. Н. Лункин отмечали, что «в Тыве работают три высокопрофессиональных религиоведа — по христианству Ольга Матпаевна Хомушку, по шаманизму Татьяна Алексеевна Ондар, по буддизму Марина Васильевна Монгуш», которые в качестве экспертов на общественных началах помогали главе сектора по взаимодействию с общественными движениями, политическими партиями и религиозными организациями Администрации Республики Тыва В. Ч. Монгушу «в выработке взвешенной политики».

## Научные труды

### Диссертации
- Хомушку О. М. Эволюция и современное состояние религиозности в Туве : автореферат дис. ... кандидата философских наук: 09.00.06. — М.: МГУ имени М. В. Ломоносова, 1991. — 24 с.
- Хомушку О. М. Религиозный синкретизм у народов Саяно-Алтая: автореферат дис. ... доктора философских наук: 09.00.13 / Рос. акад. гос. службы при Президенте РФ. — М., 2006. — 53 с.

### Монографии
- Хомушку О. М. Будда: жизнь, вероучение. — Кызыл: МП "Новости Тувы", 1993. — 95 с.
- Хомушку О. М. Религия в истории культуры тувинцев / Рос. акад. наук. Ин-т этнологии и антропологии им. Н. Н. Миклухо-Маклая. — М.: Наука, 1998. — 177 с. — (Библиотека российского этнографа). — ISBN 5-201-00947-6.
- Хомушку О. М. Религия в культуре народов Саяно-Алтая. — М.: Изд-во РАГС, 2005. — 227 с.
- Абаев Н. В., Хомушку О. М. Духовно-культурные традиции в геополитическом и цивилизационном пространстве Центральной Азии и Саяно-Алтая: монографическое исследование. — ТывГУ, 2010. — 283 с.

### Учебные пособия
- Хомушку О. М. Основы культурологии. Методическое пособие. — Кызыл: Изд-во ТывГУ, 1994.
- Хомушку О. М. История мировой культуры: Учебное пособие. Ч. 1. — Кызыл: Тувинское книжное издательство, 1996. — 127 с.
- Хомушку О. М., Качан И. Б., Чанзан М. А. Культурология. Методико-библиографические материалы. — Кызыл: Изд-во Национальной библиотеки имени А. С. Пушкина, 1997.
- Хомушку О. М., Качан И. Б., Чанзан М. А. Библейские образы в изобразительном искусстве. Методическая разработка. — Кызыл: Изд-во Национальной библиотеки имени А. С. Пушкина, 2001.
- Хомушку О. М. Религия в Туве: история и современность. Учебно-методическое пособие. — Кызыл: Изд-во ТувГУ, 2004.
- Абаев Н. В., Хомушку О. М., Бичелдей У. П. Буддизм в Центральной Азии : история, основы учения и культура: учебное пособие / Абаев Н. В., Хомушку О. М., Бичелдей У. П. ; ФГБОУ ВПО "Тувинский гос. ун-т", Лаб. "кочевых" цивилизаций ТувГУ. — Кызыл: Изд-во ТувГУ, 2013. — 131 с. — ISBN 978-5-91178-073-9.

### Статьи
на русском языке
- Хомушку О. М. Некоторые методологические аспекты исследования состояния религиозности (на примере Тувинской АССР) // Атеизм, религия, культура, личность. — Уфа, 1990.
- Хомушку О. М. К вопросу об эволюции религиозности в Туве // Проблемы русской духовности и современность: Материалы региональной научной конференции. — Хабаровск: Изд-во ХГПИ, 1993.
- Хомушку О. М. Влияние православия и местных религиозных традиций на формирование ценностных ориентации личности // Актуальные проблемы национального образования в республике Тува: Материалы научно-практической конференции. — Кызыл: Изд-во КГПИ, 1993.
- Хомушку О. М. Мифологические представления шаманства в социокультурном развитии // Материалы I тувинско-американского семинара учёных-шамановедов и шаманов. — Кызыл: Изд-во Гослицея Республики Тыва, 1994.
- Хомушку О. М. История религии Тувы как фактор духовного развития личности // Инновации в учебно-воспитательном процессе школы и вуза: Материалы научно-методической конференции. — Кызыл: Изд-во ТывГУ, 1996.
- Хомушку О. М. Проблемы духовности и эволюция религиозности в Туве // Современные образовательные стратегии и духовное развитие личности: Материалы Всероссийской научной конференции. — Томск: Изд-во ТГПУ, 1996.
- Хомушку О. М. Православие и местные религиозные традиции // Исторические судьбы православия в Сибири: Материалы научной конференции. — Иркутск: ИрГТУ, 1997.
- Хомушку О. М. Религия и религиозность населения Тувы // Людина и свит. — 1997. — № 7.
- Хомушку О. М. Религиозные традиции тувинцев как канал передачи и носитель этнокультурной информации: современное состояние // Устойчивое развитие малых народов Центральной Азии и степные экосистемы: Сборник трудов 5 Убсунурского международного симпозиума 7 июля-3 августа 1997 г.. — Кызыл, М.: Изд-во Слово, 1997. — Т. 2.
- Хомушку О. М. Традиционные религиозные верования тувинцев // Человек в системе социокультурных отношений. — М.: Фонд «Новое тысячелетие», 1997. — Вып. З.
- Хомушку О. М. Религия, культура и проблемы духовности // Материалы научно-методической конференции, посвященной 100-летию со дня рождения А. А. Пальмбаха. — Кызыл: Изд-во ТывГУ, 1998.
- Хомушку О. М. Протестантские организации в Туве: современное состояние // Протестантизм в Сибири: Материалы международной научной конференции (Омск, 26-28 мая 1998 г.). — Омск: Изд-во Полиграф, 1998.
- Хомушку О. М. Современные проблемы религиозности в Туве // Круг знания: Научно-информационный сборник. — Кызыл: Изд-во Национальной библиотеки имени А. С. Пушкина, 1998. — Вып. 1.
- Хомушку О. М. Особенности государственно-церковных отношений в Туве (1944-1990 гг.) // Круг знания: Научно-информационный сборник. — Кызыл: Изд-во Национальной библиотеки имени А. С. Пушкина, 1998. — Вып. 1.
- Хомушку О. М. Первый всетувинский съезд лам (буддийский собор) // Башкы. — 1998. — № 2.
- Хомушку О. М. Религиозная ситуация и проблемы духовного воспитания детей и юношества // Дети Тувы на пороге XXI века: Материалы научно-практической конференции. — Кызыл: Изд-во Эне-Созу, 1999.
- Хомушку О. М. Особенности религиозной ситуации и государственно-церковных отношений в Республике Тыва // Российское законодательство о свободе совести в 80-90 гг XX в.: теоретические споры, реформирование правовых основ, практическая реализация законодательных актов. — М.: Институт религии и права, 1999.
- Хомушку О. М. Перевод книги «История Тары. (Золотое ожерелье)» тибетского йогина Таранатхи в свете возрождения духовной культуры в Туве // Материалы Республиканской научно-практической конференции, посвященной 55-летию добровольного вхождения Тувы в состав России (Кызыл, 20 сентября 1999 г.). — Кызыл: Изд-во ТывГУ, 1999.
- Хомушку О. М., Абаев Н. В., Хертек Л. К. О роли религии в этнокультурной истории народов Центральной Азии и некоторых проблемах духовно-культурного возрождения Тувы // Круг знания: Научно-информационный сборник. — Кызыл: Изд-во Национальной библиотеки имени А. С. Пушкина, 1999. — Вып. 2.
- Хомушку О. М. Республика Тува: конфессиональный фактор в геополитике // Становление и развитие науки в Туве: Материалы международной конференции, посвященной 70-летию тувинской письменности (Кызыл, 12-14 сентября 2000 г.). — Кызыл: Изд-во ТывГУ, 2000.
- Хомушку О. М. Влияние конфессионального фактора на геополитические процессы в регионах Центральной Азии (на примере Республики Тыва) // Международные отношения на постсоветском пространстве / Под ред. И. Д. Звягельской, Н. А. Косолапова; Моск. обществ. науч. фонд. — М.: Моск. обществ. науч. фонд, 2000. — С. 77—87. — 121 с. — (Российские общественные науки: Новая перспектива. Вып. 17). — 500 экз.
- Хомушку О. М. К характеристике религиозной ситуации в Республике Тыва // Государство, религия, Церковь в России и за рубежом: Информационно-аналитический бюллетень. — М.: РАГС, 2000. — № 3.
- Хомушку О. М. Религиозная ориентация населения Республики Тыва: социологический срез // 55-я годовщина Победы в Великой Отечественной войне: Материалы научно-практической конференции. — Кызыл: Изд-во ТывГУ, 2000.
- Хомушку О. М. Религиозная ситуация в национальных регионах России: Республика Тува // Диа-логос. Альманах. — 2001.
- Хомушку О. М. Межконфессиональные отношения в Республике Тыва (по материалам социологических исследований) // Государство, религия, Церковь в России и за рубежом: Информационно-аналитический бюллетень. — М.: РАГС, 2001. — № 4.
- Хомушку О. М. Влияние религии на этнокультурные и этнополитические процессы в республике Тыва // Человек-культура-общество: Материалы Международной конференции, посвященной 60-летию воссоздания философского факультета в структуре МГУ имени М. В. Ломоносова 13-15 февраля 2002 г.. — М.: Изд-во МГУ, 2002.
- Хомушку О. М. Этноконфессиональные факторы международной миротворческой деятельности буддийской сангхи Республики Тыва // Материалы Российской научно-практической конференции 22-23 мая. — Пермь: Изд-во ПГТУ, 2002. — Т. 1.
- Хомушку О. М. Некоторые аспекты религиозного синкретизма в Туве // Рационализм и культура на пороге третьего тысячелетия: Материалы III Российского философского конгресса. — Ростов-на-Дону: Изд-во Северо-Кавказского научного центра высшей школы, 2002. — Т. 2.
- Хомушку О. М. Религиозно-синкретические аспекты в экологической культуре тувинцев // Биоразнообразие и сохранение генофонда флоры, фауны и народонаселения Центрально-азиатского региона: Материалы I международной научно-практической конференции 23-28 сентября 2002 г.. — Кызыл: Изд-во ТувИКОПР СО РАН, 2003.
- Хомушку О. М. Проблемы возрождения духовности и ценностные ориентации молодежи Республики Тыва // Материалы съездов межрегионального общественного движения «Сибирский Народный Собор». — Новосибирск: Изд-во Института археологии и этнографии СО РАН, 2003. — Вып. 1.
- Хомушку О. М. Религия в Туве: от ТНР до современности // Россия и Тува: 60 лет вместе: Материалы научно-практической конференции. Ч. 1. — Кызыл: Изд-во Аныяк, 2004.
- Хомушку О. М. К вопросу о традиционных религиозных верованиях народов Саяно-Алтая и проблемах религиозного синкретизма // «Ак Дьанг» (Белая Вера) — бурханизм на Алтае: взгляд через столетие: Материалы научной конференции, посвященной 100-летию событий в долине Теренг. — Горно-Алтайск, 2004.
- Хомушку О. М. Сакральные образы в системе культуры Саяно-Алтая // Россия и Тува: 60 лет вместе: Материалы научно-практической конференции. Ч. 2. — Кызыл: Изд-во Аныяк, 2004.
- Хомушку О. М. Взаимоотношение государства и религии в Республике Тува: некоторые аспекты развития законодательства о свободе совести // Экономика и право: Сборник научных и методических материалов. — Абакан, 2004. — № 4.
- Хомушку О. М. Религии Тувы // Религия и право. — 2004. — № 4.
- Хомушку О. М. Традиционные религиозные верования народов Саяно-Алтая и проблемы религиозного синкретизма // Религиоведение. — 2005. — № 1. — С. 14—22.
- Хомушку О. М. Роль духовного фактора в формировании здорового образа жизни населения Республики Тыва // Образ жизни — фактор здоровья: Сборник научных статей. — Кызыл: Изд-во ТывГУ, 2005.
- Хомушку О. М. Мировые религии и автохтонные верования народов Саяно-Алтая // Философия и будущее цивилизации: Материалы IV Российского философского конгресса. — М.: Изд-во Современные тетради, 2005. — Т. 2.
- Хомушку О. М. Социологические аспекты мировоззренческой ориентации верующих в контексте перспектив развития буддизма в Туве (по материалам социологического опроса участников Первого учредительного съезда буддистов Республики Тыва) // Круг знания: Научно-информационный сборник. — Кызыл: Изд-во Национальной библиотеки имени А. С. Пушкина, 2005. — Вып. 3.
- Хомушку О. М. Добуддийские архетипы в мировоззрении народов Саяно-Алтая // Природные условия, история и культура Западной Монголии и сопредельных регионов: Материалы УП Международной конференции (Кызыл, 19-23 сентября 2005 г.). — Кызыл: Изд-во ТувИКОПР СО РАН, 2005. — Т. 2.
- Хомушку О. М. К вопросу о проявлении религиозного синкретизма в литературе народов Саяно-Алтая // Методологические проблемы изучения истории литератур народов Сибири: Материалы Региональной научной конференции. — Кызыл: Изд-во Аныяк, 2006.
- Хомушку О. М. Буддийские и добуддийские культы народов Саяно-Алтая как социально-психологический феномен // Мир психологии. — 2006. — № 1. — С. 161—170.
- Хомушку О. М. Шаманизм как основа традиционного мировоззрения народов Сибири в современном обществе // Религия и право. — 2006. — № 1-2. — С. 5.
- Хомушку О. М. Особенности традиционного мифологического мышления народов Саяно-Алтая // Вестник Тувинского государственного университета. Социальные и гуманитарные науки. — Кызыл: ТывГУ, 2009. — Т. 1, № 1. — С. 13—20. Архивировано 4 марта 2016 года.
- Хомушку О. М. Ассимиляция автохтонных религиозных культов народов Саяно-Алтая с буддийскими культами // Вестник Тувинского государственного университета. «Социальные и гуманитарные науки». — Кызыл: ТывГУ, 2010. — № 1. — С. 22—29. — ISSN 2072-8980. Архивировано 16 июля 2017 года.
- Хомушку О. М. Межконфессиональное пространство современной России: проблемы и перспективы // Вестник Тувинского государственного университета. «Социальные и гуманитарные науки». — Кызыл: ТувГУ, 2011. — № 1. — С. 19—35. Архивировано 4 марта 2016 года.
- Хомушку О. М., Кыргыс З. К., Хомутку А. М. Роль культурных традиций в системе духовного воспитания личности у народов Саяно-Алтая // Сибирский педагогический журнал. — Новосибирск: НГПУ, 2011. — № 11. — С. 131—135. — ISSN 1813-4718.
- Хомушку О. М., Дубровский Н. Г. Религиозная ситуация и проблемы организации процесса физического и духовно-нравственного воспитания молодёжи // Сибирский педагогический журнал. — Новосибирск: НГПУ, 2012. — № 1. — С. 198—200. — ISSN 1813-4718.
- Сидоров Л. К., Хомушку О. М., Ооржак Х. Д., Беловолова С. П. Экспериментальное обоснование введения народных средств физической культуры в учебный процесс основной школы // Сибирский педагогический журнал. — Новосибирск: НГПУ, 2012. — № 1. — С. 253—257. — ISSN 1813-4718.
- Хомушку О. М. Саяно-Алтайская трихотомическая структура архаической картины мира и проблемы тенгрианства (недоступная ссылка — история) // Вестник Тувинского государственного университета. «Социальные и гуманитарные науки». — Кызыл: ТувГУ, 2012. — № 1. — С. 22.
- Хомушку О. М. Религиозные традиции народов Саяно-Алтая как фактор формирования этноэкологической культуры // Мир науки, культуры, образования. — 2013. — Т. 43, № 6. — С. 489—492. — ISSN 1991-5497.
- Хомушку О. М. Тенгрианство как форма традиционного мифологического мышления народов Саяно-Алтая // Материалы II международной научно-практической конференции молодых ученых, аспирантов и студентов, посвященной 100-летию единения России и Тувы и в рамках реализации мероприятий Программы развития деятельности студенческих объединений. ФГБОУ ВПО «Тувинский государственный университет», ФГБОУ ВПО «Хакасский государственный университет имени Н.Ф. Катанова». г. Кызыл, 26-30 июня 2014 г.. — Кызыл: ТувГУ, 2014. — С. 41—43.
- Хомушку О. М. Тенгри и бурханы: традиционное мировоззрение тувинцев // Родина. — 2014. — № 7. — С. 37—39. — ISSN 0235-7089.

на других языках
- Khomushku O. M. Shamanism as a Worldview Basis of Ethnocultural Traditions of the Peoples of the Sayan-Altai in Present-Day Society = Шаманизм как мировоззренческая основа этнокультурных традиций народов Саяно-Алтая в современном обществе // Journal of Siberian Federal University. Humanities & Social Sciences. — Krasnoyarsk: Siberian Federal University, 2010. — Т. 3, № 1. — С. 94-100.
- Khomushku O. M. Contemporary Problems of Ethnoconfessional Syncretism in Tuva = Современные проблемы этноконфессионального синкретизма в Тыве // Journal of Siberian Federal University. Humanities & Social Sciences. — Krasnoyarsk: Siberian Federal University, 2013. — Т. 6, № 12. — С. 1905—1912.
- Khomushku O. M. Why the Law is Equivalent and, as a Rule, Injustice = Религия в культуре народов Саяно-Алтая: исторический и философский анализ // Journal of Siberian Federal University. Humanities & Social Sciences. — Krasnoyarsk: Siberian Federal University, 2017. — Т. 10, № 4. — P. 483—490.

### Рецензии
- Хомушку О. М., Абаев Н. В. Рец. на: Ламажаа Ч. К. Тува между прошлым и будущим. М. : Издательство ООО НИПКЦ «Восход-А», 2008. 500 с. // Знание. Понимание. Умение. — 2009. — № 3. — С. 261—262. — ISSN 1998-9873. (копия)
- Хомушку О. М., Абаев Н. В. Рец. на: Ламажаа Ч. К. Тува между прошлым и будущим. М.: Изд-во «Восход-А», 2008. 500 с. // Новые исследования Тувы. — 2009. — № 1-2. — С. 397-399. — ISSN 2079-8482.

### Научная редакция
- Экология и этноэкологические традиции народов Центральной Азии : материалы Регионального научного семинара, 30 июня - 3 июля 2009 г. / отв. ред. Хомушку О. М.. — Кызыл: Тывинский гос. ун-т, 2009. — 132 с. — ISBN 978-5-91178-039-5.
- Актуальные проблемы исследования этноэкологических и этнокультурных традиций народов Саяно-Алтая : материалы I-й Межрегиональной научно-практической конференции для молодых ученых, аспирантов и студентов, 30 июня - 3 июля 2009 года / отв. ред.: Хомушку О. М.. — Кызыл: Тывинский гос. ун-т, 2009. — 124 с. — ISBN 978-5-91178-037-1.
- Актуальные вопросы сохранения и укрепления здоровья учащихся школ и студентов средних и высших учебных заведений Республики Тыва: материалы 1 Республиканской научно-практической конференции (21-22 октября 2011 г.) / редкол.: Хомушку О. М. и др.. — Кызыл: ТывГУ, 2011. — 135 с. — ISBN 978-5-91178-059-3.